# Michałopol
Michałopol (prononciation [mixaˈwɔpɔl]) est un village de la gmina de Gidle , du powiat de Radomsko, dans la voïvodie de Łódź, situé dans le centre de la Pologne.
Il se situe à environ 9 kilomètres (km) au sud-est de Gidle (siège de la gmina), 20 kilomètres au sud de Radomsko (siège du powiat) et 99 kilomètres au sud de Łódź (capitale de la voïvodie).
Sa population s'élevait à 122 habitants en 2010.

## Administration
De 1975 à 1998, le village était attaché administrativement à l'ancienne voïvodie de Częstochowa.

Depuis 1999, il fait partie de la nouvelle voïvodie de Łódź.